# Naba-Zana
Naba-Zana est une localité située dans le département de Koubri de la province du Kadiogo dans la région Centre au Burkina Faso. En 2006, cette localité comptait 606 habitants dont 48,5 % de femmes.